# Нард
Нард је насељено место у саставу града Валпова у Осјечко-барањској жупанији, Република Хрватска.

## Историја
До територијалне реорганизације у Хрватској налазио се у саставу старе општине Валпово.

## Становништво
На попису становништва 2011. године, Нард је имао 516 становника.

## Попис1991.
На попису становништва 1991. године, насељено место Нард је имало 608 становника, следећег националног састава:
| Попис 1991.‍  | Попис 1991.‍  | Попис 1991.‍ | Попис 1991.‍ | Попис 1991.‍ |
| ------------ | ------------ | ----------- | ----------- | ----------- |
|              |              |             |             |             |
| Хрвати       | Хрвати       |             | 541         | 88,98%      |
| Роми         | Роми         |             | 20          | 3,28%       |
| Срби         | Срби         |             | 5           | 0,82%       |
| Мађари       | Мађари       |             | 2           | 0,32%       |
| неопредељени | неопредељени |             | 22          | 3,61%       |
| непознато    | непознато    |             | 18          | 2,96%       |
| укупно: 608  |              |             |             |             |